# Эрглис, Андрис
Эрглис, Андрис (латыш. Andris Ērglis) — латвийский поп-певец. Родился 16 января 1983 года в городе Айзпуте Латвийской ССР. Представлял Латвию на Евровидении 2007.

## Bonaparti.lv
Эрглис — бывший участник группы Bonaparti.lv (покинул коллектив в 2007 году).

## Новая волна 2007
На конкурсе молодых исполнителей Новая волна 2007 Эрглис занял второе место, получив 308 очков. До первого места ему не хватило 4 баллов. Второе место он разделил с украинским дуэтом Барселона.

## Евровидение
В 2007 году он совместно с группой Bonaparti.lv представлял Латвию на конкурсе Евровидение. Песня, с которой они выступали, называлась Questa Notte. Группа вышла в финал, где заняла 16 место, набрав 54 балла.
В 2008 году Эрглис попытался принять участие в Евровидении самостоятельно, исполнив песню Broken Lullaby, но не прошёл национальный отбор.

## Синглы
- Questa Notte (2007) — совместно с Bonaparti.lv
- Ripoja Akmens (2007)
- Broken Lullaby (2008)